# Дзісна (Західнопоморське воєводство)
Дзісна (пол. Dzisna, нім. Dischenhagen) — село в Польщі, у гміні Пшибернув Голеньовського повіту Західнопоморського воєводства.
Населення — 82 особи (2011).
У 1975-1998 роках село належало до Щецинського воєводства.

## Демографія
Демографічна структура станом на 31 березня 2011 року:
|          | Загалом | Допрацездатний вік | Працездатний вік | Постпрацездатний вік |
| -------- | ------- | ------------------ | ---------------- | -------------------- |
| Чоловіки | 40      | 6                  | 31               | 3                    |
| Жінки    | 42      | 7                  | 28               | 7                    |
| Разом    | 82      | 13                 | 59               | 10                   |